# Alice Legouvé im Lehnstuhl

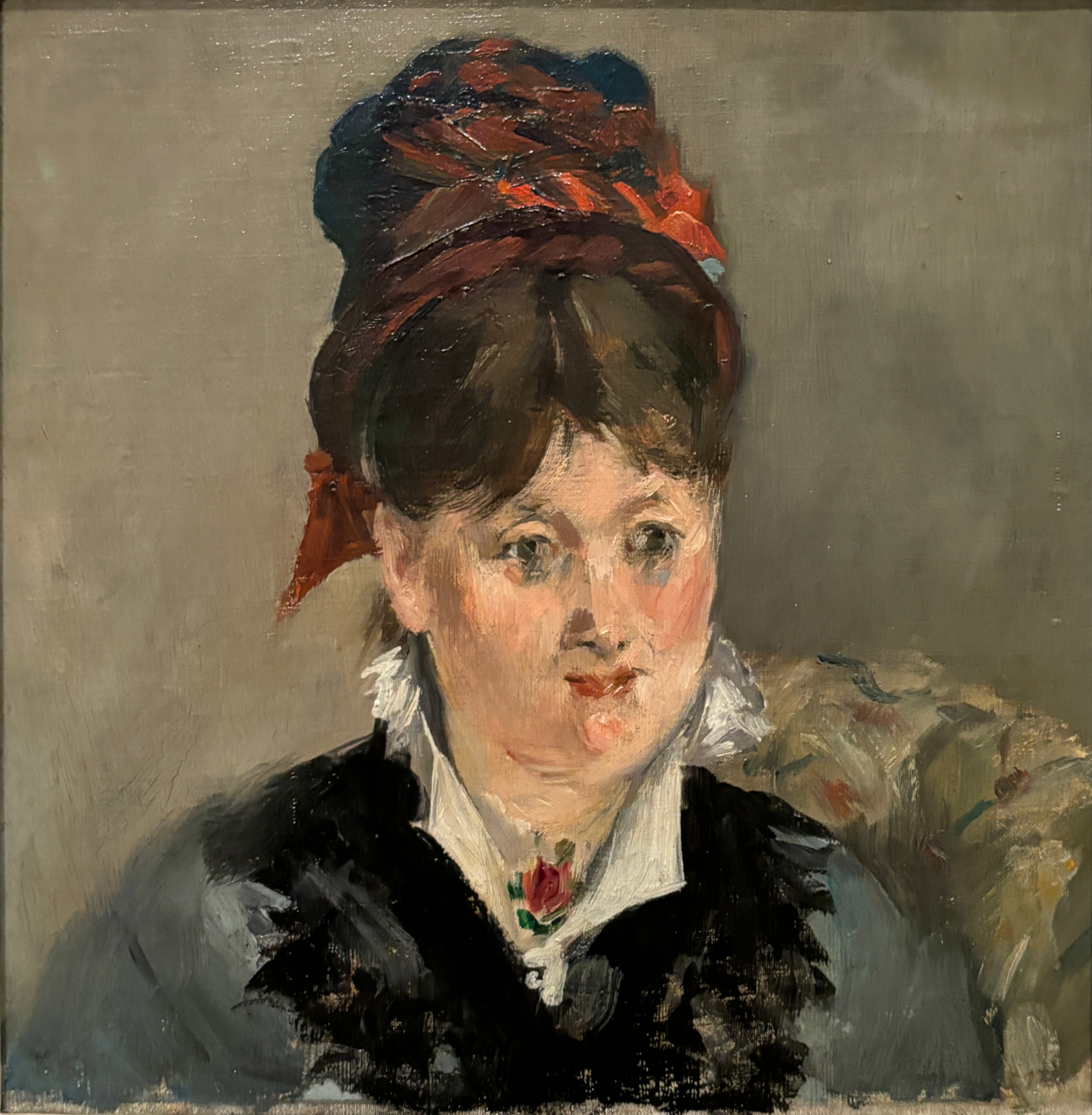
Alice Legouvé im Lehnstuhl
Édouard Manet, um 1875
26,5 × 28 cm
Öl auf Leinwand
Armand Hammer Museum of Art, Los Angeles

Alice Legouvé im Lehnstuhl, auch Portrait von Mademoiselle Legouvé oder Bildnis Alice Legouvé (französisch: Portrait d’Alice Legouvé dans un fauteuil, Portrait d’Alice Legouvé oder Tête de femme) genannt, ist ein um 1875 entstandenes Gemälde des französischen Malers Édouard Manet. Es zeigt als Schulterstück das Porträt der befreundeten Alice Legouvé (Schreibweise auch Lecouvé), die in mehreren Bildern Manets zu sehen ist. Das 26,5 × 28 cm große, in Öl auf Leinwand gemalte Bild gehört zur Sammlung des Armand Hammer Museum of Art in Los Angeles.

## Bildbeschreibung
Das Bild zeigt das Porträt von Alice Legouvé. Auch wenn einer der französischen Titel von dem Kopf einer Frau (Tête de femme) spricht, ist das Bildnis als Schulterstück ausgeführt und zeigt neben dem Kopf auch Teile des Oberkörpers. Im nahezu quadratischen Gemälde hat Manet den Kopf in der Bildmitte fokussiert, während die Schulterpartie des Oberkörpers etwas zum linken Bildrand gerückt ist, um am rechten Rand den Blick auf die gepolsterte Rückenlehne eines Sessels oder Sofas freizugeben.
Der Oberkörper von Alice Legouvé ist frontal wiedergegeben. Sie trägt ein graues Kleid und hat darüber ein schwarzes Tuch mit Fransen gelegt. Am Hals ragt der Stehkragen einer weißen Bluse heraus, in deren kleinem Ausschnitt eine Blume mit roter Blüte und grünem Blattwerk steckt. Die Dargestellte schaut nicht zum Bildbetrachter, sondern hat mit ihren weit geöffneten braunen Augen einen Punkt rechts außerhalb des Bildes im Blick. Ihr Teint zeigt verschiedene Rosatöne mit einzelnen Glanzpunkten an Kinn und Nasenspitze. Der kleine Mund mit den geschlossenen roten Lippen wirkt freundlich. Das rechte Ohr der Porträtierten ist fast vollständig zu sehen und nur die obere Spitze wird von ihrem Haar verdeckt. Manet hat mit besonderer Sorgfalt die Details der Frisur fein herausgearbeitet. Sie trägt ihr rotbraunes Haar hochgesteckt und mit einem roten Band verziert. Über der Stirn fällt das Haar in Form eines Mittelscheitels weit nach vorn bis zu den Augenbrauen. Die anderen Haare sind geflochten und am Hinterkopf turmartig nach oben drapiert. Das rote Band fixiert die Haare und ist hinter dem Kopf zur Schleife gebunden, wovon ein Teil hinter dem rechten Ohr sichtbar ist.
Am rechten Bildrand, hinter und neben der linken Schulter, ist die gepolsterte Rückenlehne eines Sitzmöbels zu sehen. Der Stoff ist in einem hellen Beige gehalten, auf dem einzelne florale Motive in Grün und Rot zu sehen sind. Diese floralen Motive korrespondieren mit der Blüte im Ausschnitt der Porträtierten. Der Hintergrund des Bildes ist nahezu monochrom in changierenden weiteren Beigetönen gehalten. Das Bild ist unten rechts mit „E. M.“ signiert.

## Hintergrund

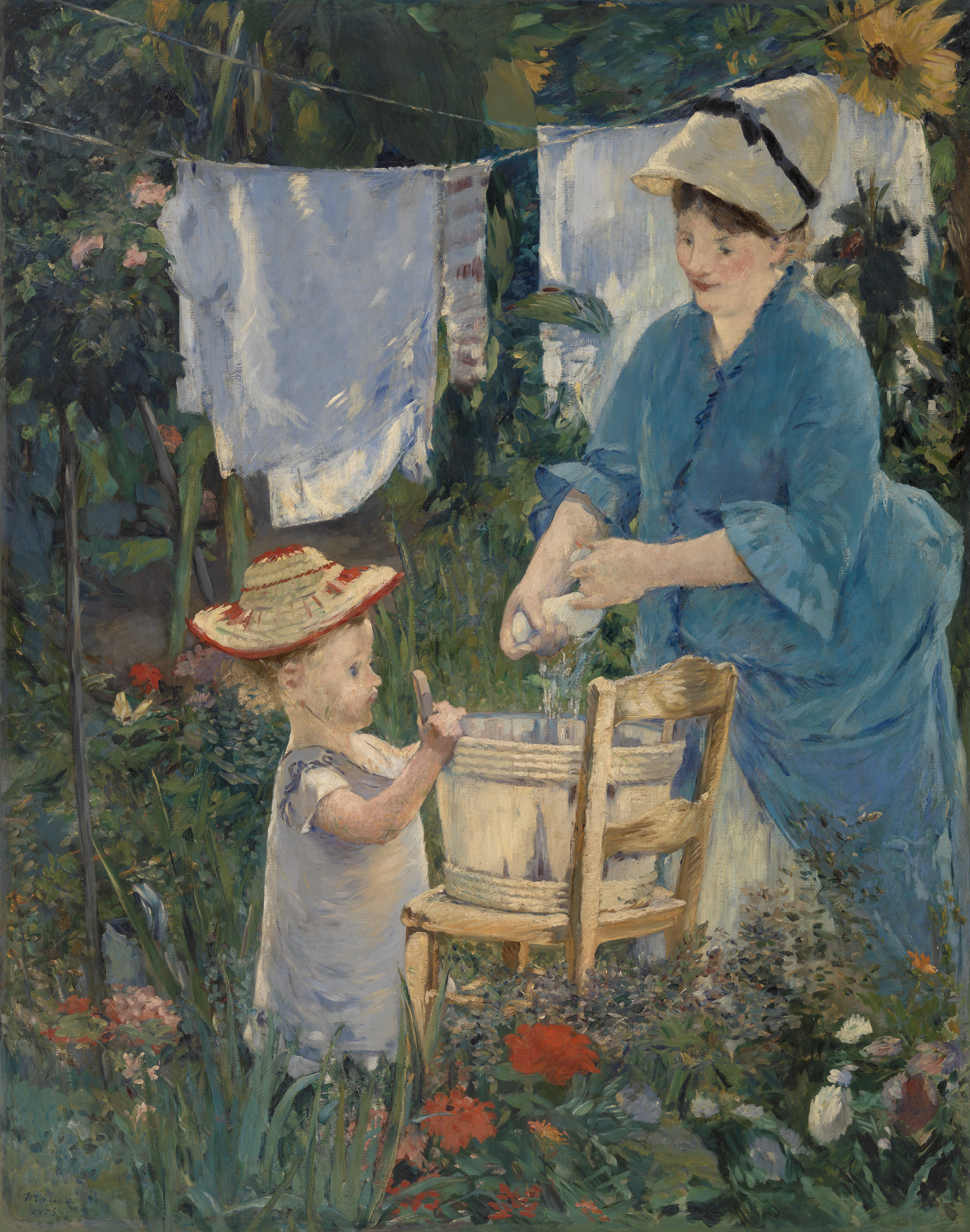
Édouard Manet: Die Wäsche, 1875

Alice Legouvé (Schreibweise auch Lecouvé) war zunächst das Modell des belgischen Malers Alfred Stevens, bevor sie Édouard Manet kennen lernte. In Manets Gemälde Die Krocketpartie (Städelsches Kunstinstitut, Frankfurt am Main) von 1873 wird Alice Legouvé neben dem Maler Alfred Stevens und zwei weiteren Personen beim Freizeitvergnügen im Garten dargestellt. Danach taucht sie 1875 in Manets Gemälde Die Wäsche (Barnes Foundation, Philadelphia) auf, wo sie an der Seite eines kleinen Kindes wiederum in einem Garten zu sehen ist. Darüber hinaus gibt es zwei Bildnisse, auf denen Manet den Oberkörper von Alice Legouvé mit entblößter Brust (Buste de femme, beide Privatsammlung, Datierung unklar) zeigt. Auch wenn Manet einen direkten Blick auf die nackte Alice Legouvé geworfen hat, ist nicht belegt, dass er auch eine intime Beziehung mit ihr hatte. Unklar ist zudem die Datierung des Gemäldes Alice Legouvé im Lehnstuhl. Manets Biograf Adolphe Tabarant gibt 1875 als Entstehungsjahr an, also dasselbe Jahr wie für das Gemälde Die Wäsche. Dem haben sich zwar weitere Autoren angeschlossen, ein anderes Entstehungsjahr ist dennoch möglich.

## Provenienz
Das Bild befand sich beim Tode Manets 1883 in seinem Atelier. Bei der testamentarisch verfügten Auktion seines Nachlasses am 4. und 5. Februar 1884 im Pariser Auktionshaus Hôtel Drouot ersteigerte es der Sammler Portier für 200 Francs. Anschließend kam das Bild in die Sammlung des Malers Jacques-Émile Blanche und wurde später von der Pariser Kunsthandlung Bernheim-Jeune angeboten. Als nächster Besitzer ist der Unternehmer Alexander Lewin aus Guben bekannt. Er deponierte bedeutende Teile seiner Kunstsammlung ab 1933 im Ausland und lieh das Bild 1933–1934 zur Ausstellung Schilderijen van Delacroix tot Cézanne en Vincent van Gogh im Museum Boijmans in Rotterdam aus und zeigte es 1938 in der Schau Honderd Jaar Fransche Kunst im Stedelijk Museum in Amsterdam. Lewin sah sich 1938 gezwungen, als Jude Deutschland zu verlassen und ging ins Schweizer Exil. Er besaß das Bild Alice Legouvé im Lehnstuhl bis zu seinem Tod 1942 und hinterließ es der in der Schweiz lebenden Gräfin Hedwig Bopp von Oberstadt. Sie verkaufte das Bild 1945 für 70.000 Schweizer Franken an der Zürcher Unternehmer Emil Georg Bührle. Das Porträt der Alice Legouvé war 1958 zusammen mit der Sammlung Bührle in einer Ausstellung im Kunsthaus Zürich zu sehen. Bührles Erben überführten 1960 zahlreiche Kunstwerke seiner Sammlung, darunter mehrere Bilder von Édouard Manet, in die Stiftung Sammlung E. G. Bührle. Das Gemälde Alice Legouvé im Lehnstuhl hingegen wurde von den Erben verkauft und befand sich 1967 in der Marlborough Gallery in New York. Es tauchte später in der Sammlung des Unternehmers Leigh B. Block aus Chicago auf. Er begründete 1980 zusammen mit seiner Frau das Mary and Leigh Block Museum of Art in Evanston (Illinois). Das Manet-Bild stiftete er jedoch nicht dem Museum, sondern ließ es am 20. Mai 1981 in der New Yorker Filiale des Auktionshauses Sotheby’s versteigern. Für 175.000 US-Dollar ging das Bild an den Unternehmer Armand Hammer, der es zunächst einige Jahre dem Los Angeles County Museum of Art zur Verfügung stellte, bevor es 1990 in die Sammlung des von ihm gegründeten Armand Hammer Museum of Art kam.